# نقد المصدر

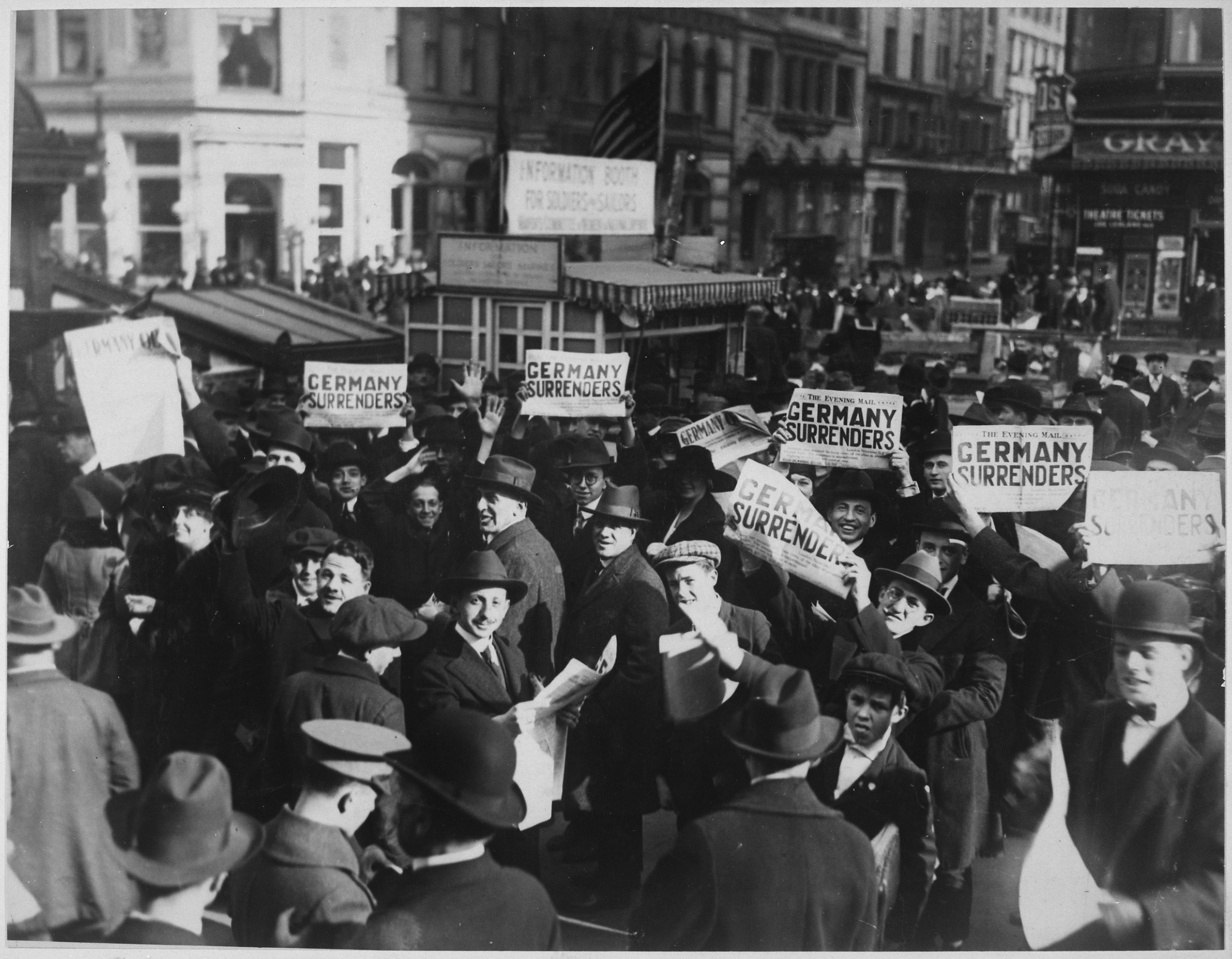

نقد المصدر هو عملية تقييم مصدر المعلومات، أي مستند أو شخص أو خطاب أو بصمة أو صورة أو ملاحظة أو أي شيء يستخدم من أجل الحصول على المعرفة. بالنسبة لغرض معين، قد يكون مصدر المعلومات المعين صحيحًا أو موثوقًا أو مناسبًا إلى حد ما. على نطاق واسع، «نقد المصدر» هو دراسة متعددة التخصصات لكيفية تقييم مصادر المعلومات لمهام معينة.

## المعنى
مشاكل في الترجمة: الكلمة الدنماركية "kildekritik" مثل الكلمة النرويجية "kildekritikk" والكلمة السويدية "källkritik" المستمدة من "Quellenkritik" الألمانية وترتبط ارتباطًا وثيقًا بالمؤرخ الألماني Leopold von Ranke (1795-1886). كتب هاردتويج: «كان أول عمل له [رانك] Geschichte der romanischen und germanischen Völker von 1494–1514 (تاريخ الأمم اللاتينية وتوتوني من 1494 إلى 1514) (1824) كان نجاحًا كبيرًا. لقد أظهر بالفعل بعض الخصائص الأساسية لـ تصوره لأوروبا، وكان ذا أهمية تاريخية خاصة لأن رانك قدم تحليلًا نقديًا مثاليًا لمصادره في مجلد منفصل، بعنوان Zur Kritik neuerer Geschichtsschreiber (حول الأساليب النقدية للمؤرخين الحديثين). تستخدم في أواخر القرن الثامن عشر، ولا سيما في فقه اللغة الكلاسيكية إلى الطريقة القياسية للكتابة التاريخية العلمية»(Hardtwig ، 2001، ص 12739).
الجزء الأكبر من القرنين التاسع عشر والعشرين سيطغى عليه مفهوم المنحى البحثي للطريقة التاريخية لما يسمى بالمدرسة التاريخية في ألمانيا، بقيادة المؤرخين مثل ليوبولد رانك وبيرتولد نيبور. إن مفهومهم للتاريخ، الذي يُعتبر منذ فترة طويلة بداية للتاريخ الحديث "العلمي"، يعود إلى المفهوم "الضيق" للطريقة التاريخية، ويقصر الطابع المنهجي للتاريخ على النقد المصدر "(لورنز، 2001).
تهيمن دراسات الكتاب المقدس على استخدام «نقد المصدر» في أمريكا (راجع Hjørland ، 2008). لذلك نادراً ما يستخدم المصطلح باللغة الإنجليزية حول الأساليب التاريخية والتاريخ (راجع Hjørland ، 2008). هذا الاختلاف بين الاستخدام الأوروبي والأمريكي لـ «نقد المصدر» غريب إلى حد ما بالنظر إلى تأثير رانك على جانبي المحيط الأطلسي. لقد تم اقتراح أن الاختلافات في استخدام المصطلح ليست عرضية، ولكن نظرًا لوجهات نظر مختلفة عن الطريقة التاريخية. [بحاجة لمصدر] في التقاليد الألمانية / الاسكندنافية، يُنظر إلى هذا الموضوع على أنه مهم، بينما في التقاليد الأنجلو أمريكية يعتقد أن الأساليب التاريخية يجب أن تكون محددة وترتبط بالموضوع المدروس، ولهذا السبب لا يوجد مجال عام لـ «نقد المصدر» [بحاجة لمصدر].
في البلدان الاسكندنافية وأماكن أخرى، يتم تقييم تقييم المصدر (أو تقييم المعلومات) أيضًا بشكل متعدد التخصصات من عدة وجهات نظر مختلفة، ويعزى ذلك جزئيًا إلى تأثير الإنترنت. إنه مجال متزايد، من بين مجالات أخرى، علم المكتبات والمعلومات. في هذا السياق، تتم دراسة نقد المصدر من منظور أوسع من مجرد دراسات التاريخ أو الكتاب المقدس على سبيل المثال. [1] [2]

## مبادئ
تم الاستشهاد بالمبادئ التالية من كتابين اسكندنافيين حول نقد المصدر، Olden-Jørgensen (1998) و Thurén (1997) كتبها مؤرخون:
- قد تكون المصادر البشرية مخلفات (مثل بصمة) أو سرد (مثل بيان أو خطاب). الآثار هي مصادر أكثر مصداقية من القصص.
- قد يكون مصدر معين مزورًا أو تالفًا؛ مؤشرات قوية من أصالة المصدر يزيد من موثوقيتها.

كلما كان المصدر أقرب إلى الحدث الذي يهدف إلى وصفه، كلما زاد عدد الأشخاص الذين يمكنهم الوثوق به لتقديم وصف دقيق لما حدث بالفعل
المصدر الأساسي هو أكثر موثوقية من مصدر ثانوي، والذي بدوره يكون أكثر موثوقية من مصدر ثلاثي وما إلى ذلك.
إذا احتوى عدد من المصادر المستقلة على نفس الرسالة، تزداد مصداقية الرسالة بشدة.
ميل المصدر هو الدافع وراء توفير نوع من التحيز. يجب التقليل من الميول أو استكمالها بدوافع معاكسة.
إذا كان من الممكن إثبات أن الشاهد (أو المصدر) ليس له مصلحة مباشرة في إنشاء تحيز، تزداد مصداقية الرسالة.
قد نضيف المبادئ التالية:
معرفة النقد المصدر لا يمكن أن تحل محل المعرفة الموضوع:
«نظرًا لأن كل مصدر يعلمك أكثر فأكثر حول موضوعك، ستتمكن من الحكم بدقة متزايدة على فائدة وقيمة أي مصدر محتمل. وبعبارة أخرى، كلما زادت معرفتك بالموضوع، زادت الدقة التي يمكنك بها تحديد ما لا يزال عليك معرفة». (بازيرمان، 1995، ص 304).
موثوقية مصدر معين بالنسبة للأسئلة المطروحة عليه.
«أظهرت دراسة الحالة العملية أن معظم الناس يجدون صعوبة في تقييم أسئلة السلطة المعرفية ومصداقية وسائل الإعلام بالمعنى العام، على سبيل المثال، من خلال مقارنة المصداقية الإجمالية للصحف والإنترنت، وبالتالي فإن هذه التقييمات تميل إلى أن تكون حساسة للأوضاع. الصحف تم استخدام التلفزيون والإنترنت بشكل متكرر كمصادر لتوجيه المعلومات، لكن مصداقيتها تختلف تبعًا للموضوع الفعلي المتاح»(Savolainen ، 2007).
الأسئلة التالية غالبًا ما تكون جيدة للأسئلة حول أي مصدر وفقًا لجمعية المكتبات الأمريكية (1994) و Engeldinger (1988):
1. كيف كان المصدر الموجود؟
2. ما نوع المصدر هو؟
3. من هو المؤلف وما هي مؤهلات المؤلف فيما يتعلق بالموضوع الذي تمت مناقشته؟
4. متى تم نشر المعلومات؟
5. في أي بلد تم نشرها؟
6. ما هي سمعة الناشر؟
7. هل يُظهر المصدر انحيازًا ثقافيًا أو سياسيًا معينًا؟

بالنسبة للمصادر الأدبية، قد نضيف معايير مكملة:
1. هل يحتوي المصدر على ببليوغرافيا؟
2. هل تمت مراجعة المادة بواسطة مجموعة من الأقران، أم تم تحريرها؟
3. كيف يقارن المقال / الكتاب بالمقالات / الكتب المشابهة؟

## مستويات العمومية
ما مدى أهمية مبادئ النقد المصدر؟ بعض المبادئ عالمية، والمبادئ الأخرى خاصة بأنواع معينة من مصادر المعلومات. قد يتساءل المرء ما إذا كانت مبادئ النقد المصدر فريدة للإنسانيات؟
لا يوجد اليوم إجماع حول أوجه التشابه والاختلاف بين العلوم الطبيعية والإنسانية. الوضعية المنطقية ادعت أن جميع مجالات المعرفة كانت تستند إلى نفس المبادئ. زعم الكثير من نقد الوضعية المنطقية أن الوضعية هي أساس العلوم، في حين أن علم التأويل هو أساس العلوم الإنسانية. كان هذا، على سبيل المثال، موقف يورغن هابرماس. إن الوظيفة الأحدث، وفقًا لأمور أخرى، تتفهم هانز جورج غادير وتوماس كون العلوم والإنسانيات على النحو الذي يحدده تفكير الباحثين ونماذجهم السابقة. التأويل هو بالتالي نظرية عالمية. ومع ذلك، فإن الفرق هو أن مصادر العلوم الإنسانية هي نفسها نتاج اهتمامات بشرية وفهم مسبق، في حين أن مصادر العلوم الطبيعية ليست كذلك. العلوم الإنسانية هي بالتالي «تفسيري مضاعف».
ومع ذلك، يستخدم علماء الطبيعة أيضًا منتجات بشرية (مثل الأوراق العلمية) التي هي نتاج تفكير مسبق (وعلى سبيل المثال، احتيال أكاديمي).

## الحقول المساهمة

### نظرية المعرفة
النظريات المعرفية هي النظريات الأساسية حول كيفية الحصول على المعرفة وبالتالي النظريات العامة حول كيفية تقييم مصادر المعلومات. تقوم التجربة بتقييم المصادر من خلال النظر في الملاحظات (أو الأحاسيس) التي تستند إليها. لا تعتبر المصادر التي لا أساس لها في التجربة صالحة. توفر العقلانية أولوية منخفضة للمصادر القائمة على الملاحظات. لكي تكون الملاحظات ذات مغزى، يجب شرحها بأفكار أو مفاهيم واضحة. إنها البنية المنطقية والدقة التي هي موضع التركيز في تقييم مصادر المعلومات من وجهة نظر العقلانية. تقوم «التاريخية» بتقييم مصادر المعلومات على أساس انعكاسها لسياقها الاجتماعي والثقافي وتطورها النظري. البراغماتية تقييم المصادر على أساس كيفية قيمها وفائدتها لتحقيق نتائج معينة. البراغماتية تشك في مصادر المعلومات المحايدة المزعومة.
لا يمكن أن يكون تقييم المعرفة أو مصادر المعلومات أكثر تأكيدًا من بناء المعرفة. إذا قبلنا مبدأ fallibilism لدينا أيضا أن نقبل أن نقد المصدر لا يمكن أبدا 100 ٪ التحقق من مطالبات المعرفة. كما نوقش في القسم التالي هو نقد المصدر مرتبط بشكل وثيق بالأساليب العلمية.
وجود مغالطات الجدال في المصادر هو نوع آخر من المعايير الفلسفية لتقييم المصادر. قدمت مغالطات والتون (1998). من بين المغالطات هي «مغالطة hominem الإعلانية» (استخدام الهجوم الشخصي لمحاولة تقويض حجة الشخص أو دحضها) و «مغالطة رجل القش» (عندما يسيء أحد الجدال عرض موقف الآخر ليجعله يبدو أقل منطقية مما هو عليه في الحقيقة، من أجل انتقادها أو دحضها بسهولة أكبر.) انظر أيضًا المغالطة.

### مناهج البحث العلمي
طرق البحث هي الأساليب المستخدمة لإنتاج المعرفة العلمية. الطرق ذات الصلة لإنتاج المعرفة هي أيضا ذات الصلة لتقييم المعرفة. مثال على كتاب يحول المنهجية رأسًا على عقب ويستخدمها لتقييم المعرفة المنتجة، هو كتزر. Cook & Crouch (1998). انظر أيضا التدابير غير المزعجة، التثليث (العلوم الاجتماعية).

### الدراسات العلمية
دراسات عمليات تقييم الجودة مثل مراجعة النظراء ومراجعات الكتب والمعايير المعيارية المستخدمة في تقييم البحوث العلمية والأكاديمية. مجال آخر هو دراسة سوء السلوك العلمي.
يقدم هاريس (1979) دراسة حالة لكيفية تشويه تجربة شهيرة في علم النفس، ليتل ألبرت، طوال تاريخ علم النفس، بدءًا من المؤلف (واتسون) نفسه، ومؤلفي الكتب المدرسية العامة، ومعالجي السلوك، ومنظِّر تعليمي بارز. يقترح هاريس الأسباب المحتملة لهذه التشوهات ويحلل دراسة ألبرت كمثال على صنع الأسطورة في تاريخ علم النفس. يمكن اعتبار الدراسات من هذا النوع نوعًا خاصًا من تاريخ الاستقبال (كيف تم استلام ورقة واتسون). ويمكن اعتباره أيضًا نوعًا من التاريخ النقدي (على عكس التاريخ الاحتفالي لعلم النفس، راجع هاريس، 1980). مثل هذه الدراسات مهمة لنقد المصدر في الكشف عن التحيز الناتج عن الإشارة إلى الدراسات الكلاسيكية.
انظر أيضًا Hjørland (2008): دراسات تجريبية لجودة العلوم.

### النقد النصي
النقد النصي (أو الأوسع: فقه اللغة النصية) هو جزء من فقه اللغة، وهو ليس مخصصًا فقط لدراسة النصوص، ولكن أيضًا لتحرير وإنتاج «إصدارات علمية»، «إصدارات علمية»، "طبعات قياسية"، "طبعات تاريخية" "،" إصدارات موثوقة "،" نصوص موثوقة "،" إصدارات نصية "أو" إصدارات هامة "، وهي إصدارات تم فيها استخدام منحة دراسية دقيقة للتأكد من أن المعلومات الموجودة داخلها قريبة من النوايا الأصلية للمؤلف / الملحن مثل ممكن (والذي يسمح للمستخدم بمقارنة وحكم التغييرات في الإصدارات المنشورة تحت تأثير المؤلف / الملحن). العلاقة بين هذه الأنواع من الأعمال ومفهوم "نقد المصدر" واضحة في اللغة الدنماركية، حيث يمكن أن يطلق عليها اسم "kildekritisk udgave" (تُرجم مباشرة "الطبعة النقدية للمصدر").
بمعنى آخر، يُفترض أن معظم إصدارات مصنفات معينة مليئة بالضوضاء والأخطاء التي يقدمها الناشرون، لماذا من المهم إنتاج «إصدارات علمية». العمل الذي توفره فقه اللغة النص هو جزء مهم من نقد المصدر في العلوم الإنسانية.

### علم النفس
تعد دراسة شهادة شهود العيان مجالًا مهمًا للدراسة يستخدم، من بين أغراض أخرى، لتقييم الشهادة في المحاكم. تتضمن أساسيات عدم وجود شاهد عيان عوامل مثل ظروف المشاهدة السيئة والتعرض القصير والإجهاد. يمكن أن تتدخل عوامل أكثر دقة، مثل التوقعات والتحيزات والقوالب النمطية الشخصية لإنشاء تقارير خاطئة. يناقش لوفتوس (1996) جميع هذه العوامل ويظهر أيضًا أن ذاكرة شهود العيان غير دقيقة بشكل مزمن بطرق مفاجئة. تكشف سلسلة من التجارب البارعة أنه يمكن تغيير الذاكرة بشكل جذري من خلال طريقة استجواب شاهد عيان بعد وقوع الحادث. يمكن زرع ذكريات جديدة وتغيير الذكريات القديمة دون وعي عند الاستجواب.
أبلغ Anderson (1978) و Anderson & Pichert (1977) عن تجربة أنيقة توضح كيف أثر التغيير في المنظور على قدرة الناس على استدعاء المعلومات التي لا يمكن تذكرها من منظور آخر.
في التحليل النفسي، مفهوم آلية الدفاع مهم ويمكن اعتباره مساهمة في نظرية نقد المصدر لأنه يفسر الآليات النفسية التي تشوه موثوقية مصادر المعلومات البشرية.

### علم المكتبات والمعلومات (LIS)
في مدارس المكتبات وعلم المعلومات (LIS) هو نقد المصدر للتدريس كجزء من مجال محو الأمية المعلوماتية المتنامي. تتم دراسة قضايا مثل الأهمية ومؤشرات الجودة للوثائق وأنواع المستندات وصفاتها (مثل الإصدارات العلمية) والقضايا ذات الصلة في LIS وهي ذات صلة بنقد المصدر. غالبًا ما يتم استخدام المراجع لإيجاد المجلات والمؤلفين والبلدان والمؤسسات الأكثر نفوذاً. كما ينبغي ذكر دراسة مراجعات الكتب ووظيفتها في تقييم الكتب. المقارنة المعروفة بين ويكيبيديا والموسوعة البريطانية (جايلز، 2005) - على الرغم من عدم القيام بها من قبل علماء المعلومات - تضمنت مقابلة مع عالم المعلومات (مايكل تويديل) ويجب أن تكون واضحة لإدراجها في LIS.
يمكن القول أن تعليم المكتبات والمعلومات ينبغي أن يوفر التدريس في نقد المصدر على الأقل في نفس المستوى الذي يتم تدريسه في المدرسة الثانوية العليا (انظر Gudmundsson، 2007).
في علم المكتبات والمعلومات، استخدم نهج قائمة المراجعة في كثير من الأحيان. [3] قدم Meola (2004) انتقادات لهذا النهج: «تشاكينج قائمة مرجعية».
تقدم المكتبات في بعض الأحيان نصائح حول كيفية قيام المستخدمين بتقييم المصادر. [4] [5]
مكتبة الكونغرس لديها برنامج «التدريس مع المصادر الأولية» (TPS). [6]

### أخلاق
مصدر النقد هو أيضا حول السلوك الأخلاقي والثقافة. إنه يتعلق بالصحافة الحرة والمجتمع المفتوح، بما في ذلك مصادر المعلومات المحمية من التعرض للاضطهاد (راجع، المبلغين عن المخالفات).

## في مجالات محددة

### الصور
غالبًا ما يتم التلاعب بالصور أثناء الحروب ولأغراض سياسية. ومن الأمثلة المعروفة على ذلك التلاعب جوزيف ستالين بالصورة في 5 مايو 1920 التي ألقى فيها سلف ستالين لينين خطابًا للقوات السوفيتية حضره ليون تروتسكي. كان ستالين قد أعاد تروتسكي في وقت لاحق الخروج من هذه الصورة. (راجع King ، 1997). هناك مثال حديث نشرته هيلي (2008) عن الزعيم الكوري الشمالي كيم جونغ إيل. [7]